# 吳夢潔
吳夢潔（2002年9月10日—），出生于江蘇南通，中国女子排球运动员，亦為中國國家女子排球隊成員，身高1米89，司職主攻位置，現時效力江苏中天鋼鐵女排。
曾隨隊获得2022年亞洲盃女子排球賽、2023年亞洲女子排球錦標賽銀牌，2022年亚洲运动会金牌。

## 獎項

### 個人榮譽
- 2022年亞洲盃女子排球賽: 最佳主攻
- 2023年亞洲女子排球錦標賽: 最佳主攻
- 2023-2024賽季中國女子排球超級聯賽：最佳主攻
- 2024-2025賽季中國女子排球超級聯賽：MVP（最有價值球員）
- 2024-2025賽季中國女子排球超級聯賽：最佳主攻

### 國家隊
- 2022年亞洲盃女子排球賽:  - 銀牌
- 2023年亞洲女子排球錦標賽:  - 銀牌
- 2022年亞洲運動會排球比賽： - 金牌

### 俱樂部
- 2023-2024赛季中国女子排球超級联赛： - 铜牌（江蘇中天鋼鐵排球俱樂部）
- 2024-2025赛季中国女子排球超級联赛： - 金牌（江蘇中天鋼鐵排球俱樂部）